# Omar Bongo
Omar Bongo Ondimba, més conegut com a Omar Bongo i fins al 1973 com a Albert-Bernard Bongo, (Bongoville, 30 de desembre de 1935 - Barcelona, 8 de juny de 2009) fou un polític gabonès d'ètnia bateke, president del Gabon entre 1967 i 2009.

## Vida i carrera política
Essent el més jove de dotze germans, va estudiar a Brazzaville, aleshores la capital de l'Àfrica Equatorial Francesa, i després va treballar pel servei públic de Correus i Telecomunicacions. Va rebre entrenament militar i va servir com a tinent a la Força Aèria a Brazzaville, Bangui i Fort Lamy (després Ndjamena al Txad), i fou retirat com a capità.

### Presidència
Després de la independència va ocupar un càrrec en el govern del president Léon M'ba i el 24 de setembre de 1965 fou nomenat representant del president encarregat de la defensa i coordinació; després fou ministre d'Informació i Turisme, interinament al començament, i de manera definitiva l'agost del 1966. Fou nomenat vicepresident el 12 de novembre de 1966. A les eleccions de 19 de març de 1967 M'ba i Bongo foren reelegits president i vicepresident. A causa de la llarga absència de M'ba, Bongova exercir les funcions presidencials de facto i va esdevenir president el 2 de desembre de 1967 a la mort de M'ba pocs dies abans (28 de novembre); només tenia 31 anys.
El 1973 es va convertir a l'islam i va prendre el nom d'Omar Bongo (el 2003 va afegir Ondimba al cognom). Durant el seu període com a president, amb partit únic fou sempre reelegit amb més de 99% dels vots. Va seguir una política francòfila i prooccidental.
El 22 de maig de 1990, després de disturbis al país, va posar fi al monopoli del poder pel Partit Democràtic Gabonès (que havia durat 16 anys) i va permetre eleccions multipartidistes que es van celebrar el 1993 i altre cop el 1998 obtenien en aquestes 51,2% i 66,88%. Les eleccions del 1993 no foren reconegudes per l'oposició (que va engegar l'agitació) amb la que Bongo va negociar signant l'anomenat Acord de París (novembre de 1994) que va tornar la tranquil·litat al país, i que va portar al govern alguns membres opositors.
El 2003 es va modificar la constitució per permetre la seva reelecció indefinida en períodes de set anys. Va concórrer a les eleccions del 27 de novembre de 2005 on va obtenir el 79%.

### Fi del mandat i mort
Investigat per escàndols financers a França, i afectat d'un càncer, el 7 de maig de 2009 hagué de partir per a rebre un tractament a Barcelona, ocupant interinament el seu càrrec Didjob Divungi Di Ndinge. Morí a Barcelona el 8 de juny d'aquell mateix any. Dos dies després, la presidenta del Senat, Rose Francine Rogombe, assumí la presidència constitucional per a organitzar eleccions en un termini d'entre 30 i 45 dies.

## Família
Estigué casat en primeres noces amb Marie Josephine Kama (coneguda com a Josephine Bongo) de la qual es divorcià el 1986 (després Josephine esdevingué la música Patience Dabany) amb la qual tingué un fill, Alain Bernard (després Ali-Ben) dit Ali Bongo, i una filla, Albertine Amissa Bongo. Ali-Ben o Alain Bernard Bongo fou ministre d'afers exteriors del 1989 al 1991 i de defensa després de 1999. En segones noces es casà el 1990 amb Edith Lucie Sassou-Nguesso (nascuda el 1964), filla del president del Congo Denis Sassou-Nguesso, que va morí el 14 de març de 2009, d'una malaltia no especificada que podria ser la SIDA.